# Родники (Лунинский район)
Родники — село в Лунинском районе Пензенской области. Административный центр Родниковского сельсовета.

## География
Село расположено в северной части области на расстоянии примерно в 9 километрах по прямой к северо-западу от районного центра Лунино.
Часовой пояс
Село Родники как и вся Пензенская область, находится в часовой зоне МСК (московское время). Смещение применяемого времени относительно UTC составляет +3:00.

## Население
| 1710 | 1717  | 1747  | 1762  | 1782 | 1864  | 1877 |
| ---- | ----- | ----- | ----- | ---- | ----- | ---- |
| 138  | ↘120  | ↗902  | ↘873  | ↘775 | ↗801  | ↗994 |
| 1897 | 1910  | 1926  | 1930  | 1959 | 1979  | 1989 |
| ↘856 | ↗1046 | ↗1275 | ↗1445 | ↘751 | ↗1020 | ↘942 |
| 1996 | 2002  | 2010  |       |      |       |      |
| ↗993 | ↗994  | ↘887  |       |      |       |      |

Национальный состав
Согласно результатам переписи 2002 года, в национальной структуре населения русские составляли 91 % из 994 чел..